# Bactrocera ochrosiae
Bactrocera ochrosiae
 es una especie de insecto díptero que Malloch describió científicamente por primera vez en 1942. Esta especie pertenece al género Bactrocera de la familia Tephritidae. Esta especie como plaga agrícola ha sido atacada por los agricultores en las Marianas del Norte.